# Кин, Джимми
Джеймс Кин (англ. James Keene; декабрь 1979, Канкаки, Иллинойс, США) — американский писатель, прозаик, исполнительный продюсер, бизнесмен, оперативный сотрудник ФБР, участвовавший в расследовании дела серийного убийцы Ларри Холла.

## Биография
Кин родился в семье офицера полиции Джеймса «Большого Джима» Кина и Линн Кин которая владела рестораном. Кин учился в средней школе Канкаки, после в колледже Тритон, где показал хорошие спортивные результаты. Являлся капитаном футбольной и борцовской команд, отличился в легкой атлетике. После окончания колледжа поступил в Университет Аризоны, где получил еще одно высшее образование. В середине 90х годов Кин начал торговать марихуаной. В 1996 году был задержан Федеральным бюро расследований (ФБР) и Управлением по борьбе с наркотиками (DEA) и ему было предъявлено обвинение. До вынесения приговора Кин отказывался от любых сделок и сотрудничества с оперативными службами, которые требовали от него выступать в качестве информатора. После отказа от всех сделок был приговорен к 10 годам тюремного заключения.

## Оперативная работа в Федеральном бюро расследований (ФБР)
Основная статья: Ларри Холл
Примерно через семь месяцев после вынесения приговора, ФБР и прокурор США Бомонт предложили Джеймсу соглашение для сбора компрометирующих улик в отношении Ларри Холла, подозреваемого в серийном убийстве девушек. Соглашение предусматривало Кину вновь обрести свободу и начать все сначала с чистого листа.
План искупления вины предусматривал вербовку и работу на ФБР после суда, после чего его по плану переводят в Медицинский центр для федеральных заключенных (MCFP). Кину было поручено подружиться с Холлом, человеком, подозреваемым в изнасиловании и убийстве десятков молодых женщин в период с 1980 по 1994 год. Правоохранительные органы нашли останки только одной из жертв Холла, 15-летней Джессики Роуч. Холл признался в убийстве, но у прокуратуры не было веских вещественных доказательств по этому делу. После того как Холл отказался от своего признания, а его адвокаты подали апелляцию, ФБР опасалось, что возможное освобождение Холла неизбежно. Однако, если Кину удастся получить новые компрометирующие доказательства в отношении Холла во время пребывания в MCFP, прокурор США и ФБР согласятся отменить приговор Кину и вычеркнуть его досье.
Оперативники ФБР для него организовали секретное прикрытие с переводом в центр MCFP. Спустя время Кин вошел в доверие Холла. Холл признался Кину в конкретных деталях многих своих преступлений и убийств, которые никто, кроме убийцы и ФБР, не могли знать. Однажды Кин был свидетелем того, как Холл показывал карту, на которой, по-видимому, были указаны местонахождения останков его жертв. Кин сообщил эту информацию своим контактам в ФБР.
В 1996 году прокурор США и ФБР освободили Кина досрочно, с полным снятием с него обвинений. На основании новых улик, которые обнаружил Кин, апелляция Ларри Холла была отклонена. Впоследствии он признался в совершении более двадцати убийств. На 2024 год Холл отбывает пожизненное заключение без права досрочного освобождения в Батнере, Северная Каролина.

## В кино
В 2008 году Paramount Pictures и GK-Films приобрели права на экранизацию рассказа Кина, чтобы снять полнометражный фильм на студии Paramount. Брэд Питт был приглашен на главную роль Джеймса «Джимми» Кина, а продюсерская компания Питта «План Б» должна была продюсировать фильм совместно с Paramount и GK-Films. Apple TV в конечном итоге приобрела у Paramount права на сюжет и автобиографию Кина для мини-сериала «Черная птица» с Тэроном Эджертоном в роли Кина и Полом Уолтером Хаузером в роли серийного убийцы Ларри Холла.
В 2022 году Apple TV+ выпустила «Черную птицу». Кин был исполнительным продюсером проекта и сыграл эпизодическую роль в финальном эпизоде. «Черная птица» была номинирована на три премии «Золотой глобус» на 80-й церемонии вручения премии «Золотой глобус», а Тэрон Эджертон, сыгравший Кина, был номинирован на лучшую мужскую роль в мини-сериале.
В 2023 году «Черная птица» была номинирована на 28-ю премию «Выбор критиков». Тэрон Эджертон за роль Джимми Кина в мини-сериале «Лучшая мужская роль второго плана» и Пол Уолтер Хаузер, который в итоге получил приз «Выбор критиков» за роль Ларри Холла.
Также в 2023 году были объявлены номинации на 75-ю премию «Эмми». Фильм Apple TV «Черная птица» получил четыре номинации. Среди четырех номинаций: Натали Кингстон за выдающуюся операторскую работу в мини-сериале или фильме-антологии, Пол Уолтер Хаузер в роли Ларри Холла за выдающуюся мужскую роль второго плана в мини-сериале или фильме-антологии, Рэй Лиотта в роли Большого Джима Кина за выдающуюся мужскую роль второго плана и Тэрон Эджертон в роли Джимми Кина за выдающуюся мужскую роль второго плана в мини-сериале или фильме-антологии. ограниченная серия антологий или фильмов.
В 2024 году на 75-й церемонии вручения премии «Эмми» «Черная птица» от Apple TV получила две премии «Эмми» из четырех предыдущих номинаций на премию «Эмми» в категории «За выдающуюся операторскую работу в мини-сериале или фильме-антологии», а также в категории «За лучшую мужскую роль второго плана в мини-сериале или фильме-антологии». Рэй Лиотта также был признан посмертно за выдающуюся роль в фильме «Большой Джим Кин».

## В публицистике
В 2010 году Кин опубликовал автобиографический отчет о том, как он работал оперативником ФБР и помогал добиться осуждения серийного убийцы Ларри Холла. Его книга называется «В схватке с дьяволом: падший герой, серийный убийца и опасная сделка ради искупления». В 2022 году Джеймс Кин выпустил свою вторую книгу под названием «Черная птица: свобода одного человека скрывается во тьме другого». В 2023 году Джеймс Кин выпустил свою третью книгу под названием «Чикагский феникс: нерассказанная история Джимми Кина», которая является продолжением «Черной птицы» и рассказывает о ранних годах Кина в Чикаго, а также дает дополнительные подробности о его работе на ФБР и событиях, связанных с MCFP, и куда привела его жизнь. В 2024 году, Кин выпустил свою четвертую книгу «Странник: двоеженство, обман и убийство», которая является захватывающим детективным романом.